# Tihanyi Kálmán
Tihanyi Kálmán (született Herk) (Üzbég, 1897. április 28. – Budapest, 1947. február 26.) magyar fizikus, villamosmérnök, feltaláló, az ikonoszkóp megalkotója. A modern, nagy felbontású televíziórendszer feltalálója, amelynek alapja az általa kidolgozott zseniális megoldás, ami töltésfelhalmozásként vagy töltéstárolásként ismert.

## Élete
Üzbégen született Herk József és Pitrolf Katalin gyermekeként. Szaktanulmányait Pozsonyban és Budapesten végezte. A Műegyetem hallgatójaként épült ki kapcsolata Pöschl Imre professzorral, akiben nemcsak támogatóra, tehetségének tisztelőjére, de életre szóló barátra is talált.
Nevéhez fűződik a teljesen elektronikus, töltéstároló típusú televíziórendszer feltalálása, amely lehetővé tette a több száz soros képfelbontást és képvisszaadást, ahogy az szabadalmai alapján világszerte megvalósult. Az új televízió alapelveit és számos kivitelezési módját 1926-ban benyújtott magyar szabadalmi bejelentésében dolgozta ki, katódsugárcsövet alkalmazva mind a kamera céljára, mind pedig vevőcsőként. Elgondolásait később továbbfejlesztve, két új szabadalmi leírásban foglalta össze, majd 1928-ban szabadalmazta többek közt Magyarországon, Németországban, Angliában, Franciaországban és az USA-ban. Az amerikai Radio Corporation (RCA) a szabadalmak angliai és franciaországi közzétételét követően, 1930 nyarán kereste meg, és 1931-ben kezdték meg ezek alapján a képfelbontócső laboratóriumi kidolgozását. Szabadalmait később megvásárolták.

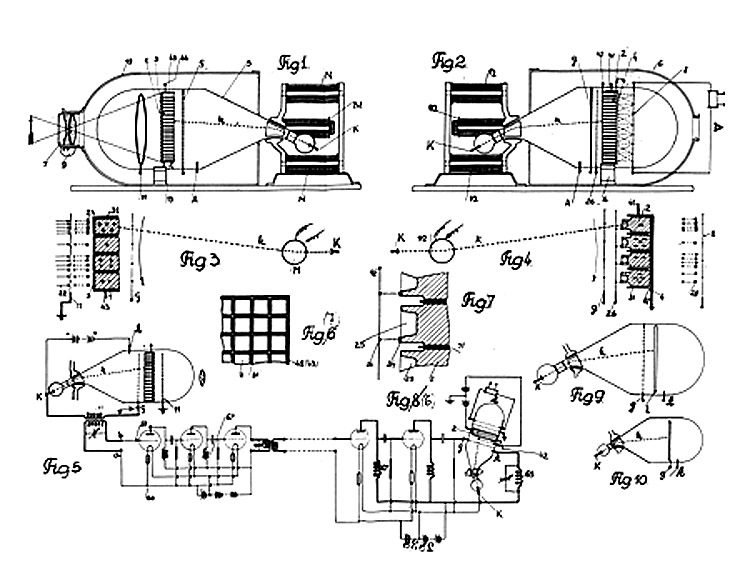
A Radioskop. Az 1926-ban benyújtott magyar szabadalmi bejelentésében Tihanyi Kálmán katódsugárcsövet alkalmazott mind a kamera céljára, mind pedig vevőcsőként

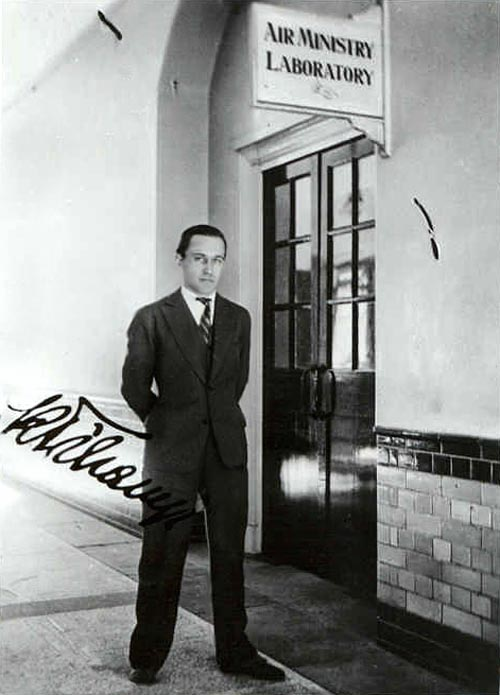
Tihanyi Kálmán, mint a brit Légügyi Minisztérium tudományos munkatársa

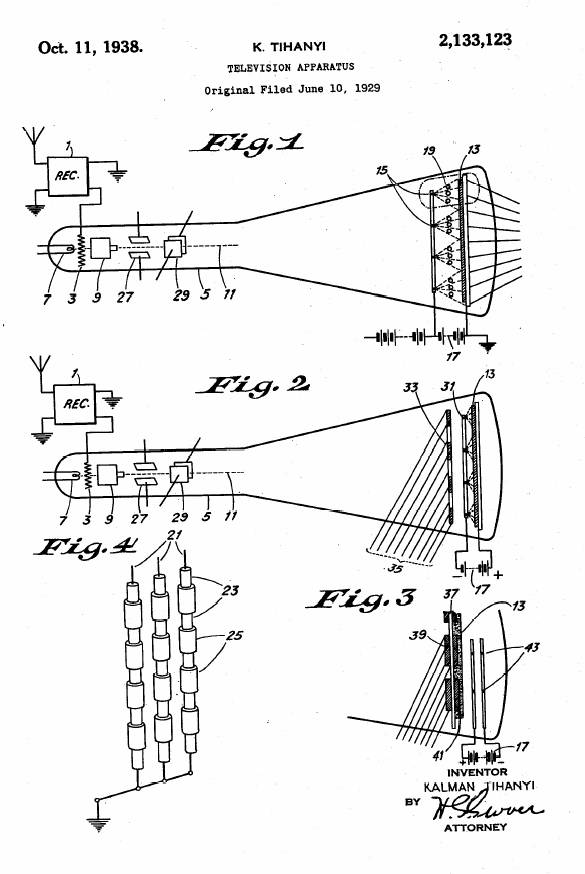
Tihanyi egyik szabadalma

Az új kameracső első igazán sikeres példányai néhány hónapon belül megszülettek és ekkor dőlt el, hogy a készüléket majd ikonoszkóp néven fogják forgalmazni. Ennek a nagyrészt Tihanyi 1928-as szabadalmai alapján továbbfejlesztett változatai képikonoszkóp, orthikon, képorthikon és vidikon néven ismertek. Ezek közös alapvető jellemzője, hogy a töltésfelhalmozás, illetve -tárolás elvén működnek.
Tihanyi a katódsugaras képleképzést katonai célú felhasználásra is alkalmazva 1929-ben dolgozta ki és szabadalmazta különleges, infravörös sugarakra is érzékeny kameráját, melynek prototípusát légi torpedók vezérlésére, másrészt tankok, ágyúk, reflektorok és teleszkópok irányítási céljára az angol Légügyi Minisztérium számára készítette el. Egyéb, a televízió fejlődésében jelentős szerepet játszó 1935-ös és 1937-es bejelentésű szabadalmait a Loewe, RCA és a Fernseh AG vásárolta meg és fejlesztette ki.
1939-ben jelentette be teljesen lapos, valójában egy igen korai plazmatelevíziónak tekinthető televízióját, amely a leírás szerint keretbe foglalva akár falra is akasztható (!), ennek a gyártását a háború utáni Magyarországon tervezte beindítani. A gondolattal már 1933-ban kezdett foglalkozni, és egy ilyen dátumú, valamint ezt bizonyítandó már tökéletesen kidolgozott, 1936-os szabadalmi leírás (igénypontok és rajzok) kézirata maradt fenn.
1940 nyarán hazatért az akusztikai sugárvetítő kidolgozott tervével. Ennek megvalósítására hamarosan megállapodást kötött a Legfelsőbb Haditechnikai Tanács jóváhagyása mellett. A munka szervezésével, konstrukciós rajzokkal, üzem és két laboratórium felállításával 1941 végére készült el. A részére felállított magyar királyi Különleges Katonai Alakulat 45 munkatársát, köztük kilenc mérnökét a katonai munkaszolgálatosok soraiból választotta ki. A TVR kódnevű kísérleteket a legnagyobb titok övezte. A nagyméretű munkadarabok a Ganz- és a Láng-gyárban készültek; minden mást, így egy 2 méter átmérőjű parabolatükröt is saját maguk gyártották le. 1943 második felében a helyzet egyre feszültebbé vált munkatársai miatt, akiket időnként lecseréltek potenciálisan veszélyt jelentő emberekkel. Kétségtelenné vált Tihanyi Kálmán számára, hogy megfigyelés alatt állnak és az is tudott dolog volt, hogy barátságot ápolt Bajcsy-Zsilinszky Endrével és körével. Egyre valószínűbbnek tartotta, hogy a gép nem a számára egyedül fontos magyar érdekeket fogja szolgálni, hanem immár elkerülhetetlenül német kézbe kerülhet. Így kezdődött a befejezés késleltetése a látszat fenntartása mellett. Szabó Gusztáv és Pöschl Imre professzor ekkor mint külső ellenőr csatlakozott a projekthez. 1944. április 5-én őt és főbb munkatársait letartóztatták. A kilencven százalékban elkészült gép ekkor már a Ganz-gyárban volt. Április 11-én a Hadik laktanyából a Margit körúti katonai fogházba vitték, ahol öt hónapig tartó vizsgálati fogságban volt, magánzárkában, a hűtlenség vádját azonban nem sikerült rábizonyítani. Szabadulása után újra kapcsolatba lépett az ellenállókkal. Szálasi Ferenc hatalomra jutását követően ellenálló bajtársaihoz hasonlóan ő is illegalitásba kényszerült. A háború alatt és után erősen foglalkoztatták az ultrahang-technológia lehetőségei, és ennek alkalmazására számos találmányt dolgozott ki és hagyott hátra.

## A háború után
A háború befejeztével fizikailag leromlott állapota ellenére ismét napi 16-17 órát dolgozott. Üzemében hozzálátott új megoldású (belül üregesen kiképzett) golyóscsapágyának gyártásához, s közben (már 1945 júniusában!) lépéseket tett egy televízió-társaság alapítására, adóállomás felépítésére, képcsőgyár szervezésére. Ezt a tervet azonban későbbre halasztotta, s az ultrahang-technológiára alapozott tucatnyi ötletéből válogatva inkább egy aranycentrifugára vonatkozó találmányának kidolgozása mellett döntött. Ennek megvalósításához ifj. Lóczy Lajos egyetemi tanárral, a Földtani Intézet igazgatójával társult, és hozzákezdett a prototípus felépítéséhez.
1946 telén bekövetkezett első szívrohama jelezte, hogy szervezete nem bírja a megfeszített tempót. A második szívroham azonban már végképp legyőzte, és 1947. február 26-án azonnal véget vetett életének.

## Emlékezete
- Tihanyi Kálmánt 1973-ban a Nemzeti Panteonban újratemették.
- 1997-ben, születésének centenáriumi évében a haza két kiállítással és a Távközlési világnap megünneplésével tisztelgett emlékének.
- 2001. szeptember 4-én az UNESCO beiktatta Tihanyi 1926-os szabadalmi bejelentésének iratait azon egyetemes jelentőséggel bíró dokumentumok közé, amelyeket mintegy szellemi világörökségként jegyez A világ emlékezete programban.
- A  Magyar Nemzeti Múzeumban 2001. augusztus 31-én megnyitott, majd 2004. május 26-án kibővített  Magyarok, akik a XX. századot csinálták című állandó kiállításon Bay Zoltán, Kármán Tódor, Neumann János, Szilárd Leó, Teller Ede mellett Tihanyi Kálmán is ott látható.
- 2005-ben a Magyar Mérnöki Kamara innovációs díjat alapított a tiszteletére.